# Nós Somos Família
Nós Somos Família (em eslovaco:  Sme Rodina), é um partido político eslovaco de direita populista e liderado por Boris Kollár.

## História
O partido foi fundada em 10 de novembro de 2015 pelo empresário Boris Kollár, renomeando e redirecionando o atual partido menor Nossa Terra (Náš Kraj). O partido tomou 6,6% dos votos nas eleições parlamentares de 2016, ganhando 11 assentos no Conselho Nacional. Em fevereiro de 2019, o partido aderiu ao partido Movimento pela Europa das Nações e das Liberdades.